# 7e régiment de chasseurs d'Afrique
Le 7e régiment de chasseurs d'Afrique (ou 7e RCA) est un régiment de cavalerie français, de l'Armée d'Afrique, créé en 1914 et dissous en 1964.
Dissous une première fois en 1916, il est reformé en 1943 à partir de volontaires des Chantiers de Jeunesse (pieds-noirs et musulmans, les israélites étant proscrits depuis 1942) d'Algérie française.
Commandé par le colonel Alphonse Van Hecke de 1943 à 1945 et rattaché à la 3e division d'infanterie algérienne (3e DIA), il se distingue tout d'abord lors de la campagne d'Italie au sein du corps expéditionnaire français du général Juin puis lors des campagnes de France et d'Allemagne. Il est cité trois fois à l'ordre de l'Armée durant le conflit.
Les chasseurs avaient la particularité de porter le béret vert et d'avoir inspiré le fameux Chant des Africains (version 1943).

## Création et différentes dénominations
- 23 octobre 1914 : formation du régiment de Marche du Colonel de Sailly, rattaché à la 1re DC
- Avril 1915 : devient le 3e régiment de chasseurs d’Afrique (avril 1915) puis le 7e régiment de chasseurs d'Afrique
- 1916 : dissolution.
- 1940 : 7e régiment de chasseurs d'Afrique
- 1943 : Reformé à partir des Chantiers de jeunesse sous le nom de 7e régiment de chasseurs d'Afrique.
- 1947 : dissolution à Berlin. Nouvelle formation à Pirmasens.
- 1948 - 1963 : 7e régiment de chasseurs d'Afrique
- fin mai 1963 : dissolution à Friedrichshafen
- 1963 : 7e régiment de chasseurs
- 31 mai 1964 : implantation à Arras.
- 1993 : dissolution à Arras

## Chefs de corps
- 1915 : colonel de SAZILLY
- 1915 : colonel SOLLE
- 1940 : colonel Le COULTEUX de CAUMONT
- 1943 : colonel VAN HECKE
- 1945 : colonel de VANDIERES de VITRAC
- 1947 : colonel de CARMEJANE
- 1949 : colonel MAYET
- 1951 : colonel QUOSVILLAIS
- 1953 : colonel J. SÉGUINEAU de PREVAL
- 1957 : colonel de la FERTÉ-SÉNECTÈRE
- 1959 : colonel B. CHEVALIER
- 1962 : colonel DUFAURE de CITRES

## Campagnes
- Levant 1941
- Italie 1943-1944
- France 1944
- Allemagne 1945

## Historique des garnisons, combats et batailles

### Première Guerre mondiale
- Grande Guerre 1914-1916

### Seconde Guerre mondiale

#### 1943
De 1943 à 1945, le 7e RCA, composé de 85% d'Européens et de 15% de Maghrébins, a été commandé par le Colonel Alphonse S. Van Hecke (1890-1981) et rattaché à la 3e division d'infanterie algérienne (3e DIA) du général Monsabert. La 3e DIA a combattu durant la campagne d'Italie (1943-1944) dans le corps expéditionnaire français (CEF) du général Juin, puis lors de la Campagne de France et d'Allemagne dans la 1re armée du général de Lattre de Tassigny.
Dans le cadre de la campagne d'Italie, il est embarqué à Arzew à partir du 27 décembre 1943, il débarque à Naples et Brindisi le 1er janvier 1944. Il combat sur le sol italien au sein du corps expéditionnaire français et s’illustre au Belvédère, dans la plaine de San-Elia à Cassino. En mai 1944, à la bataille du Garigliano, il participe à cette importante victoire qui ouvre au C.E.F., et aux alliés, la route de Rome et de Sienne. Castelfore, Esperia, Pico, Radicof sont autant de victoire au crédit du 7e RCA. Regroupé à Tarente le 22 juillet, affecté à l’Armée B du général de Lattre de Tassigny il embarque le 10 août 1944 pour la France.

#### 1944

##### Campagne de France

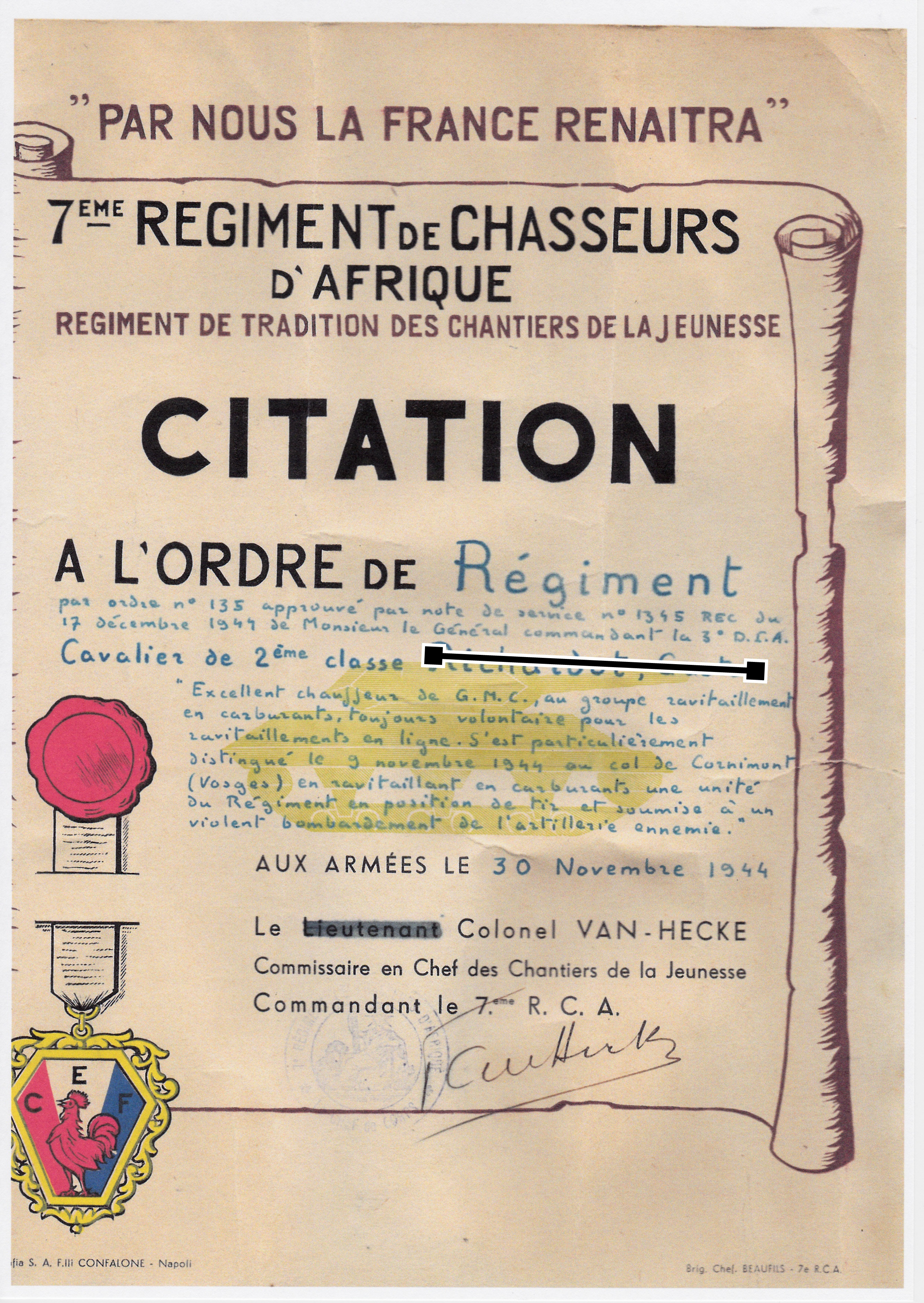
Citation à l'ordre du régiment d'un soldat distingué par son volontariat au Col de Cornimont le 9 novembre 1944.

Engagé dans la campagne de France, le 17 août 1944, l’EHR, les 2e et 4e escadrons débarquent à Saint-Tropez, le 1er escadron à Cavalaire le 21 août, le 3e escadron à Marseille le 20 septembre. Il est tout de suite engagé et participe à la libération de la Provence. Par les Alpes, il libère Bourg-Saint-Maurice le 2 septembre, traverse le Jura, les Vosges, et entre en Alsace. En novembre 1944, de violents combats ont lieu dans les Vosges, à Cornimont. Les tank-destroyers sont face aux canons automoteurs allemands.

#### 1945
En janvier 1945 il assure la défense de Strasbourg puis combat à Kilstett et Oberhoffen le 15 mars.
Lors de la campagne d'Allemagne, le 30 mars après la rupture de la ligne Siegfried le 7e RCA entre en Allemagne, s’empare de Spire, traverse le Wurtemberg, combat à Rastat et Stuttgart le 21 avril. Il participe ensuite à l’occupation de l’Allemagne de mai 1945 à décembre 1947 ; d’abord à Herrenberg en 1945 puis en Rhénanie à Alzey et Dalsheim en mai 1956. Le 2 septembre 1946 deux escadrons sont détachés à Berlin. Le 7e régiment de Chasseurs d’Afrique est dissous à Berlin le 15 décembre 1947.

#### Pertes
Le total des pertes subies par le 7e régiment de chasseurs d'Afrique entre 1943 et 1945 est de 105 hommes tués (90 Européens et 15 Maghrébins) soit, ramené aux effectifs moyens du régiment d'environ un millier d'hommes, un taux de tués supérieur à 10 %:
| Nombre de tués par campagne  | Européens | Maghrébins | Total |
| Campagne d'Italie (1943-44)  | 52        | 9          | 61    |
| Campagne de France (1944-45) | 28        | 3          | 31    |
| Campagne d'Allemagne (1945)  | 10        | 3          | 13    |
| Total (1943-1945)            | 90 (86 %) | 15 (14 %)  | 105   |

### De 1945 à nos jours
Le régiment est reconstitué le 1er août 1948. C'est un régiment de chasseurs de chars affecté à la 3e DI puis au 3e CA en février 1957. Ses garnisons successives seront Priasens (août 1948), Trèves (octobre 1948), Coblence (août 1951, Marburg (octobre 1955), puis Friedrichshafen en novembre 1956.
En février 1960 il est affecté à la 13e Brigade Mécanisée de Constance et devient alors le 7e régiment de chasseurs le 1er juin 1963 à Friedrichshafen.

## Traditions

### Devise
Par nous la France renaîtra

### Insigne
Modèle 1943-1954 : Ecu doré à fond bleu. Au centre les symboles de l’Afrique Française du Nord française et musulmane ; étoile chérifienne, croissant, main de Fatima et coq gaulois. Le coq est rouge, le croissant et l’étoile blanc, la main de Fatma dorée. En pointe la devise Par nous la France renaîtra.

### Étendard
Il porte, cousues en lettres d'or dans ses plis, les inscriptions suivantes  :

- Garigliano 1944
- Toulon 1944
- Wurtemberg 1945

### Décorations
- Croix de guerre 1939-1945 avec trois palmes.

### Citations collectives
« Régiment d'élite, qui, animé de la ﬂamme patriotique et militaire d'un chef énergique, le Lieutenant-Colonel Van Hecke, vient de faire preuve, au cours d'une bataille de 15 jours, des plus belles vertus guerrières de la jeunesse française. Engagé sans arrêt dans un détachement blindé du 12 au 26 mai, de Castel-forte à San Giovanni, a constamment ouvert la voie à la Division remplissant tous les rôles, se substituant aux chars partout où ils manquaient, précédant par des détachements à pied, puis appuyant l'infanterie, combattant enﬁn les chars ennemis qui tentaient d'arrêter le flot de nos forces victorieuses. Après avoir concouru à la rupture de la ligne Gustav le 12 mai à Castelforte, s'est lancé à la poursuite de l'ennemi, a ouvert la route d'Ausonia à Esperia, malgré ses armes anti-chars et ses engins blindés. Le 17 mai, a percé la ligne Hitler sur la côte 101, grâce au -sacrifice d'une partie de ses équipages, permettant ainsi à l'infanterie de traverser la ligne des blockhaus ennemis. Du 20 au 24 mai, dans la plaine au nord de la route de Pico à Pontecorvo a livré une bataille de chars victorieuse, détruisant 17 chars ennemis dont plusieurs “Panther”, ainsi que de nombreuses armes anti-chars. Le 24 au soir a attaqué seul le Colle Grande, environné de toutes parts d'armes anti-chars, et l'a occupé en attendant l'infanterie amie. A détruit au total 28 chars, en a capturé un, mis hors de combat une quinzaine de canons anti-chars et fait 127 prisonniers dont deux officiers. Insoucieux de ses pertes, a renouvelé sur la terre italienne, les prouesses légendaires de la chevalerie française. »
— 1re citation  à l'ordre de l'armée du 7e RCA, décision n° 118, 3 novembre 1944, Charles de Gaulle
« Jeune et splendide Régiment dont les preuves ne sont plus à faire et qui, sous les ordres de son chef, le Colonel Van Hecke, s'est taillé une large part de gloire au cours des campagnes d'Italie et de France. Toujours sur la brèche et quelles qu'aient été ses pertes et ses difficultés en personnel et en matériel, a toujours suivi la route victorieuse de la 3e D.I.A. Puis, toujours en premier échelon, a été un des premiers à fouler le sol allemand sur la Lauter et à enfoncer la redoutable ligne Siegfried. A connu l'honneur de franchir le Rhin avec tous les premiers éléments de cette Division. En appui immédiat de l'infanterie, jouant tour à tour les rôles les plus divers, reconnaissance, accompagnement, artillerie d'assaut, chasseurs de chars, a, malgré des pertes cruelles, maintenu du Rhin au Danube, avec brio, foi et enthousiasme, son héroïque tradition. Prenant une part active aux opérations sur le Neckar et l'Enz, s'est particulièrement illustré à Eppingen, Buchelberg, Brakenheim. Sans connaître de répit et malgré un matériel à bout de souffle, a joué un rôle primordial dans la manœuvre sur Stuttgart, se distinguant tout spécialement à la prise de Neuhausen et Bad Liebenzell, le 18 avril 1945, puis le 20 avril à Weil der Stadt et à Magstadt, où une partie de ses éléments a forcé audacieusement, de nuit, la ligne ennemie, semant la panique sur les arrières. Enfin, le 21 avril 1945, a contribué efficacement à la réduction des dernières résistances sur Fautostrade à Fest de Stuttgart, et a permis l'occupation de cette capitale. A, du 4 mars au 29 avril 1945, détruit ou capturé un matériel important dont 5 chars, 8 canons et de nombreux véhicules, fait plus de 400 prisonniers, dont un Général de Division, un Colonel et de nombreux officiers. »
— 2e citation  à l'ordre de l'armée du 7e RCA, décision n° 1215, 1er octobre 1945, Charles de Gaulle

### Appréciations des généraux alliés

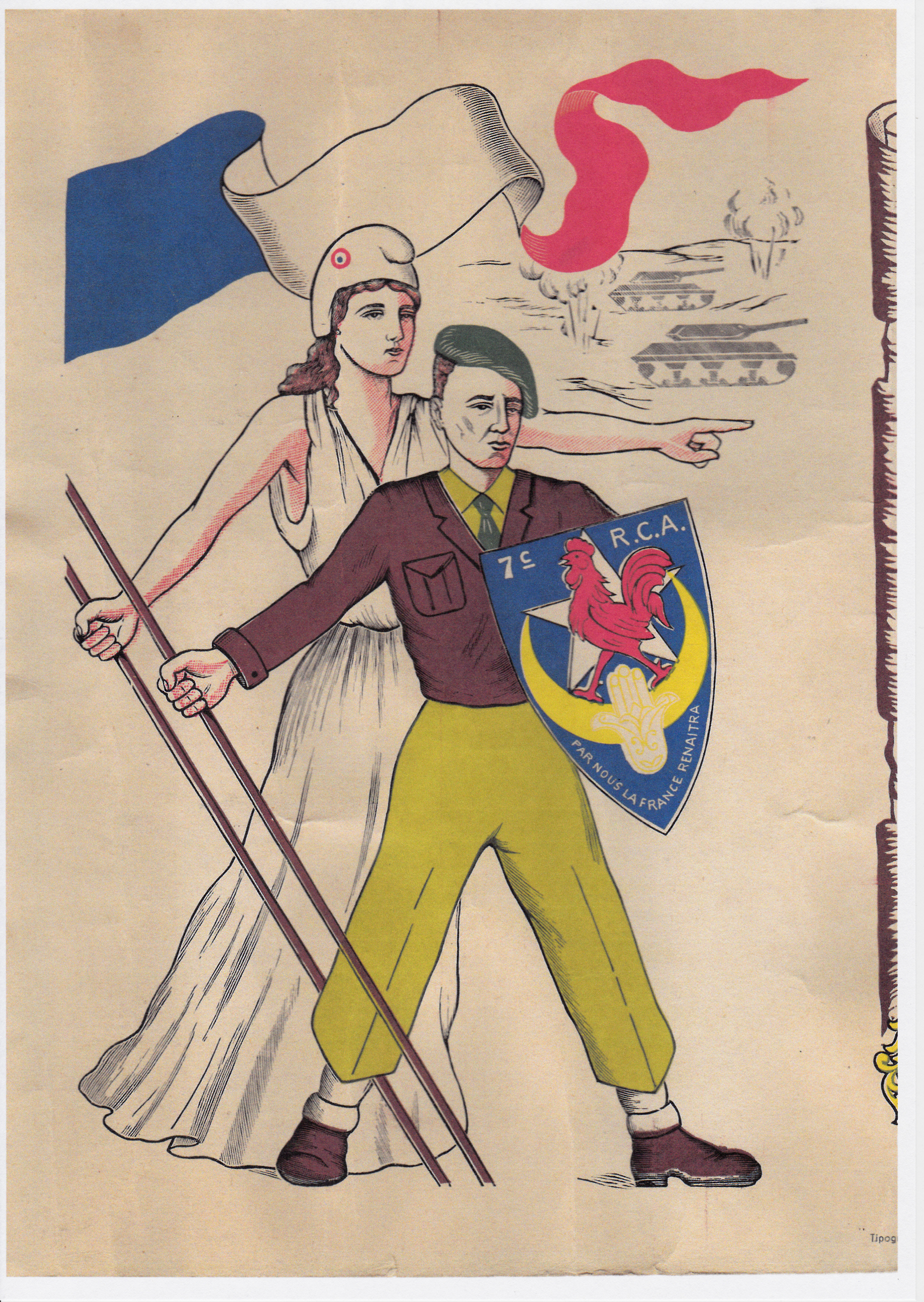
Moitiè gauche d'un document de citation à l'ordre du régiment d'un cavalier du 7e RCA.

- Jeune et splendide régiment dont les preuves ne sont plus à faire, s'est taillé une large part de gloire au cours des campagnes d'Italie et de France Général de Gaulle, 1945.

## Sources et bibliographie
- Anonyme - Historique du 7e régiment de chasseurs d'Afrique, 1915-1948, Paris, Chotel, s.d.
- Général Andolenko, Recueil d'historique de l'arme blindée et de la cavalerie, Paris, Eurimprim, 1968.
- Van Hecke (Général), Les chantiers de la jeunesse au secours de la France (1943-1945), Paris, Nouvelles Éditions Latines, 1970.
- Maréchal des logis chef Robert (Claude), a participé a l'occupation en Allemagne de 1950 jusqu'à la fin de l'occupation dans le 7ème régiment de chasseur d'Afrique